# Pobre Clara
Pobre Clara é uma telenovela mexicana, produzida pela Televisa e exibida em 1975 pelo El Canal de las Estrellas.

## Enredo
Clara Escobedo é uma mulher madura, mas com uma personalidade de uma menina de 14 anos. Isto é porque sua mãe, Dona Mercedes, uma mulher possessiva e egoísta, a maltrata e obriga-a a trabalhar como empregada doméstica. Portanto, Clara é uma mulher pouco atraente que veste de luto pela morte de seu pai a quem adorava. Isso torna o principal objeto de escárnio de todos na casa.
A única pessoa que ama e aprecia é sua tia Emília, que decide que Clara uma recompensa por sua paciência e sacrifício merece. Apesar da oposição de Dona Mercedes, Emília compra passagem em um navio para Clara, que finalmente aceita o presente de sua tia.
Mas Clara nunca imaginou que essa viagem iria mudar a sua vida, porque naquele barco iria encontrar Cristián de la Huerta, um médico bonito e proeminente que se apaixona com a inocência e a bondade de Clara. Ela finalmente sabe o que é estar apaixonada, e, portanto, está disposta a dar uma mudança radical em sua vida e confrontar todos aqueles que foram feridos no passado para ficar com o homem que ela ama.

## Elenco
- Chela Castro - Clara Escobedo
- Julio Alemán - Dr. Cristián de la Huerta
- María Teresa Rivas - Dona Mercedes Escobedo
- Carlos Bracho - Francisco Escobedo
- Alicia Montoya - Tia Emília
- Mauricio Ferrari - Roberto Escobedo
- Andrea Palma - Doña Beatriz Alfaro
- Miguel Suárez - Sr. Alfaro
- Alma Muriel - Susana
- Ana Luisa Peluffo - Lucía
- Bárbara Gil - Mari
- Gregorio Casal - René
- Alfredo Leal - Arturo
- Carmen Salas - Clarita Lozano
- Isabela Corona - Nieves
- Julio Monterde - Oscar
- Alan Conrad - Gerente
- Hernán Guido - Edy
- Marcela López Rey - Liliana
- Estela Chacón - Ana Maria Lozano
- Luz Adriana - Juanita
- Rosángela Balbó - Lourdes
- Héctor Andremar
- David Estuardo
- Leonardo Daniel
- Carlos Becerril